# Cargeghe
Cargeghe är en ort och kommun i provinsen Sassari i regionen Sardinien i Italien. Kommunen hade 633 invånare (2017).